# Řád pracovní slávy (Bělorusko)
Řád pracovní slávy (bělorusky Ордэн Працоўнай Славы) je státní vyznamenání Běloruské republiky založené roku 2015. Udílen je jednotlivcům i kolektivům za úspěchy v různých pracovních odvětvích. 

## Historie
Řád byl založen dne 28. dubna 2015. Poprvé bylo toto vyznamenání uděleno 10. prosince 2020, kdy byl řád udělen Běloruské národní technické univerzitě. Poprvé od rozpadu Sovětského svazu tak byl běloruský řád udělen organizaci, nikoliv jednotlivci.

## Pravidla udílení
Řád je udílen za zvláštní úspěchy v průmyslu, zemědělství, stavebnictví, dopravě či v sektoru služeb, stejně jako za vynikající služby v kulturní, umělecké, literární, vzdělávací, lékařské a výzkumné oblasti podobně jako v dalších pracovních odvětvích. Udílen je za nezištnou vysoce efektivní práci, výrobu vysoce kvalitních produktů, zavádění nových zařízení, technologií či za cenné vynálezy a návrhy inovací. Udílen je i za služby ve veřejném sektoru a za služby státu při posilování právního státu, veřejného pořádku a obrany země. Vyznamenání je udíleno za podmínky mnohaleté práce v příslušném oboru.
Řád je možné udělit kromě jednotlivců i organizacím, vojenským jednotkám a dalším formacím ozbrojených sil Běloruska a kolektivům pracovníků.

## Insignie
Řádový odznak má tvar ozubeného kola ze stříbřitého kovu. Ve středu je kulatý medailon. Na modrém pozadí jsou zde motivy symbolizující práci lidí zaměstnaných v dopravě (letadlo), stavebnictví (stavební jeřáb), strojírenství (automobil BelAZ 75710) a vědě (atom). Medailon je lemován černě smaltovaným ozubeným kolem. To je lemováno zlatým věncem z pšeničných klasů a vavřínových listů. Ve spodní části je věnec spojen bíle smaltovanou stuhou. V horní části odznak překrývá barevně smaltovaná běloruská vlajka. Zadní strana odznaku je hladká, bez smaltu se sériovým číslem uprostřed. Velikost odznaku je 46 × 46 mm.
Řádový odznak je připojen pomocí jednoduchého kroužku ke kovové destičce ve tvaru pětiúhelníku potažené hedvábnou stuhou z moaré. Stuha sestává ze širšího pruhu červené barvy uprostřed, na který z obou stran navazují proužky ve žluté a světle modré barvě a širší tmavě modrý proužek.
Řád pracovní slávy ze nosí nalevo na hrudi. V přítomnosti dalších běloruských vyznamenání se nosí za Řádem vojenské slávy.